# Súper Expreso Norte (Metropolitano)
El servicio Súper Expreso Norte es un servicio Expreso adicional que forma parte del Metropolitano en Lima, se lo puede reconocer por el color amarillo y el logo de un "SXN" en los buses troncales.
Fue puesto a disposición por la Municipalidad de Lima el 2 de mayo del 2016, presentada como una opción rápida y segura de viajar de norte al centro en 22 minutos, su ruta sigue siendo la misma a pesar del tiempo, salvo a cambios de horarios y de paradas adicionales, el Super Expreso Norte comienza desde el terminal Naranjal hasta estación Central, así se mantuvo hasta el 21 de octubre del 2024, cuando la Autoridad de Transporte Urbano para Lima y Callao (ATU) anunció en sus redes sociales una nueva ruta para un alimentador y una adicional para el Super Expreso Norte que comenzaba en la nueva estación 22 de Agosto hasta la estación Central. Esto se hizo debido a la alta demanda en las nuevas estaciones de la nueva Ampliación Norte del Metropolitano en las mañanas, La nueva ruta del SXN solo funciona de 06:00 a 08:00 y no afecta la ruta actual que empieza desde el terminal Naranjal.
| Horario de operación | Horario de operación        | Horario de operación        | Horario de operación |
| SUPER EXPRESO NORTE  | Hacia el Sur                | Hacia el Norte              | 22 de Agosto         |
| -------------------- | --------------------------- | --------------------------- | -------------------- |
| Lunes a viernes      | 05:00 a 10:00 16:30 a 20:30 | 05:30 a 10:00 17:00 a 21:00 | 06:00 - 08:30        |
| Sábados              | Sin servicio                | Sin servicio                | Sin servicio         |
| Domingos y feriados  | Sin servicio                | Sin servicio                | Sin servicio         |

## Estaciones
A continuación, todas las estaciones del Super Expreso Norte, en algunas estaciones se pueden interconectar con diferentes servicios o expresos para una movilización de norte a sur o viceversa mas rápida.
| N.º                           | Estaciones                          | Transbordo con: |
| ----------------------------- | ----------------------------------- | --- |
| 1                             | Terminal Naranjal (Embarque 1)      | Regular A · Regular B · Regular D · Expreso 2 · Expreso 5 · Expreso 10 · Super Expreso                                                                        |
| RAMAL ALFONSO UGARTE - ESPAÑA |                                     | |
| 2                             | Dos de Mayo (Embarque 2 norte)      | Regular B · Regular D |
| 3                             | Quilca (Embarque 3 norte)           | Regular B · Regular D |
| 4                             | España (Embarque 3 norte)           | Regular B · Regular D · Expreso 5 |
| RAMAL SUR                     |                                     | |
| 5                             | Estación Central (Embarque 1 norte) | Regular A · Regular B · Regular C · Regular D · Expreso 1 · Expreso 5 · Expreso 6 · Expreso 7 · Expreso 8 · Expreso 10 · Expreso 11 · Expreso 12 · Expreso 13 |

| N.º                           | Estaciones                          | Transbordo con: |
| ----------------------------- | ----------------------------------- | --- |
| 1                             | Estación Central (Embarque 2 norte) | Regular A · Regular B · Regular C · Regular D · Expreso 1 · Expreso 5 · Expreso 8 · Expreso 9 · Expreso 11 · Expreso 13 |
| RAMAL ALFONSO UGARTE - ESPAÑA |                                     | |
| 2                             | España                              | Regular B · Regular D · Expreso 5 · Expreso 9                                                                           |
| 3                             | Quilca                              | Regular B · Regular D                                                                                                   |
| 4                             | Dos de Mayo                         | Regular B · Regular D                                                                                                   |
| RAMAL NORTE                   |                                     | |
| 5                             | Terminal Naranjal (Embarque 1)      | Regular A · Regular B · Regular D · Expreso 2 · Expreso 3 · Expreso 5 · Expreso 11 · Super Expreso                      |

| Mapa del servicio adicional Super Expreso Norte (Ruta 22 de agosto) |                                     | |
| NORTE A SUR 22 de Agosto → E. Central |                                     | |
| \| N.º \| Estaciones \| Transbordo con: \| \| ----------------------------- \| ----------------------------------- \| --------------- \| \| 1 \| 22 de Agosto (Embarque 1 norte) \| \| \| 2 \| Las Vegas (Embarque 1 norte) \| \| \| 3 \| Universidad (Embarque 2 norte) \| \| \| 4 \| Terminal Naranjal (Embarque 1) \| \| \| RAMAL ALFONSO UGARTE - ESPAÑA \| \| \| \| 5 \| Dos de Mayo (Embarque 2 norte) \| \| \| 6 \| Quilca (Embarque 3 norte) \| \| \| 7 \| España (Embarque 3 norte) \| \| \| RAMAL SUR \| \| \| \| 8 \| Estación Central (Embarque 1 norte) \| \| |                                     | |
| N.º | Estaciones                          | Transbordo con: |
| 1 | 22 de Agosto (Embarque 1 norte)     | Expreso 11 |
| 2 | Las Vegas (Embarque 1 norte)        | Expreso 11 |
| 3 | Universidad (Embarque 2 norte)      | Expreso 11 |
| 4 | Terminal Naranjal (Embarque 1)      | Regular A · Regular D · Expreso 2 · Expreso 10 · Super Expreso                                                            |
| RAMAL ALFONSO UGARTE - ESPAÑA |                                     | |
| 5 | Dos de Mayo (Embarque 2 norte)      | Regular D |
| 6 | Quilca (Embarque 3 norte)           | Regular D |
| 7 | España (Embarque 3 norte)           | Regular D |
| RAMAL SUR |                                     | |
| 8 | Estación Central (Embarque 1 norte) | Regular A · Regular C · Regular D · Expreso 1 · Expreso 6 · Expreso 7 · Expreso 10 · Expreso 11 · Expreso 12 · Expreso 13 |

## Lugares recurrentes en los distritos de la trayectoria
Independencia
- Mercado Los Incas: Avenida Contisuyo 530

- Gasolinera Repsol: Av. Gerardo Unger 3869.
- Clínica Jesús del Norte:Av. Carlos Izaguirre 173.
- Municipalidad de Independencia: Av. María Prado de Bellido 800.
- Gran terminal terrestre Plaza Norte: Av. Tupac Amaru 6899.
- Mercado Central FEVACEL: Av. Tomás Valle 111.

San Martín de Porres - Rímac
- Hospital de la Solidaridad "UNI"
- Sede Universidad de Ingeniería, Av. Gerardo Unger 254
- Fuerte General de División Rafael Hoyos Rubio: Av. Túpac Amaru 100
- Centro comercial "Caquetá Plaza": Av. Caquetá 399.
- Galerías Caquetá: Av. Caquetá 425.
- Mercado Mayorista de Frutas "El Trébol de Caquetá": Av. Caquetá 800.

Centro de Lima - Breña (ramal de Av. Alfonso Ugarte y Av. España.)
- Plaza Dos de Mayo,Av. Alfonso Ugarte 595.
- Hospital Nacional Arzobispo Loayza:Av. Alfonso Ugarte 848.
- Sede de "Casa del Pueblo APRA": Av. Alfonso Ugarte 1012.
- Hospital Nacional Docente Madre Niño San Bartolomé: Av. Alfonso Ugarte 825.
- Supermercado Metro Breña: Av. Alfonso Ugarte 1164.
- Supermercado Plaza Vea Alfonso Ugarte: Av. Alfonso Ugarte 1175.
- Sede Policía Nacional Del Perú:Av. Bolivia 475.
- Comisaría Alfonso Ugarte: Av. Alfonso Ugarte 1352.
- Central Operativa de Investigación Policía Nacional del Perú: Av. España 321.
- Real Plaza Centro Cívico (Conexión directa con la Estación Central)
- (Arriba de la Estación Central) Palacio de Justicia de la Republica del Perú, Av. Paseo de la República

- (Arriba de la Estación Central) Sheraton Lima Historic Center (Hotel Sheraton) Av. Paseo de la República 170

- Regular

- Expreso
- Expreso
- Expreso
- Expreso
- Expreso

- Super Expreso
- Lechucero